# 宮島ホテル
宮島ホテル（みやじまホテル）は、かつて広島県佐伯郡宮島町（現廿日市市）の厳島（宮島）に存在したホテル。

## 沿革
日本三景の地・宮島で外国人観光客誘致を意識したホテルの建設が財界人により挙がり、1912年（明治45年）に（株）宮島ホテルが創立、営業を開始した。ただ1915年（大正4年）、主に使用していた洋館が焼失した。
再建にあたり、当時広島県知事であった寺田祐之が関与した。寺田はかつて日本三景の松島で同様に松島パークホテルを推進した経緯があったことから、その設計者ヤン・レッツェルが宮島ホテルの設計に起用されることになった。なおレッツェルは同時期に広島で広島県物産陳列館（現在の原爆ドーム）を設計している。1916年（大正5年）4月に工事を開始し、1917年（大正6年）7月に竣工した。
宮島ホテルの経営は開業から芳しくなかった。1923年（大正12年）、馬越恭平が宮島ホテル救済目的で出資をしている。ただこれ以降も売却に迫られていた。
太平洋戦争中に経営破綻し、1944年（昭和19年）4月、大蔵省広島財務局に譲渡され、同年5月大蔵省税務講習所となった。1945年(昭和20年）8月に終戦を迎え、同年9月枕崎台風により被害を受け閉鎖された。
戦後、広島県が再建する動きをとり、民間から委託経営者を見出し改修費用を出させ、県の発注で改修工事が進められた。改修中である1946年（昭和21年）5月13日、GHQが接収した。中国地方を統括したBCOFはここをRoyal Military College Wingとして使用した。
1952年（昭和27年）8月31日、BCOFの失火により全焼した。跡地には1962年（昭和37年）に国民宿舎宮島ロッジが開業、リニューアルし現在は国民宿舎みやじま杜の宿が建つ。

## 参考資料
- 砂本文彦、大場修、玉田浩之、角哲、長田城治、村上しほり「宮島ホテル（税務講習所広島支所）の接収と取り扱いについて」（PDF）『日本建築学会技術報告集』第62巻、日本建築学会、2020年、383-388頁、2021年11月28日閲覧。